# Mallonia orientalis
Mallonia orientalis là một loài bọ cánh cứng trong họ Cerambycidae.